# Plaça de la Vila (Vilanova i la Geltrú)
La Plaça de la Vila és un monument del municipi de Vilanova i la Geltrú (Garraf) protegit com a bé cultural d'interès local.

## Descripció
La Plaça de la Vila està situada al centre de la ciutat. És de planta rectangular i té porxos en dues de les cares majors. És travessada per dos carrers als costats menors. Les façanes nord i sud, les de major llargària, presenten una composició simètrica. Els porxos, d'arc de ferradura, ocupen la planta baixa i el pis principal. Als dos pisos superiors, els balcons estan alineats vertical i horitzontalment i tenen obertures rectangulars. El coronament és format per una cornisa i una barana balustrada, separades per elements d'obra. La façana est és de planta baixa i tres pisos, i segueix la mateixa estructura que les anteriors. La façana oest està dividida per un carrer, flanquejat per la casa Manuel Olivella i per un edifici que va substituir les Escoles Públiques.

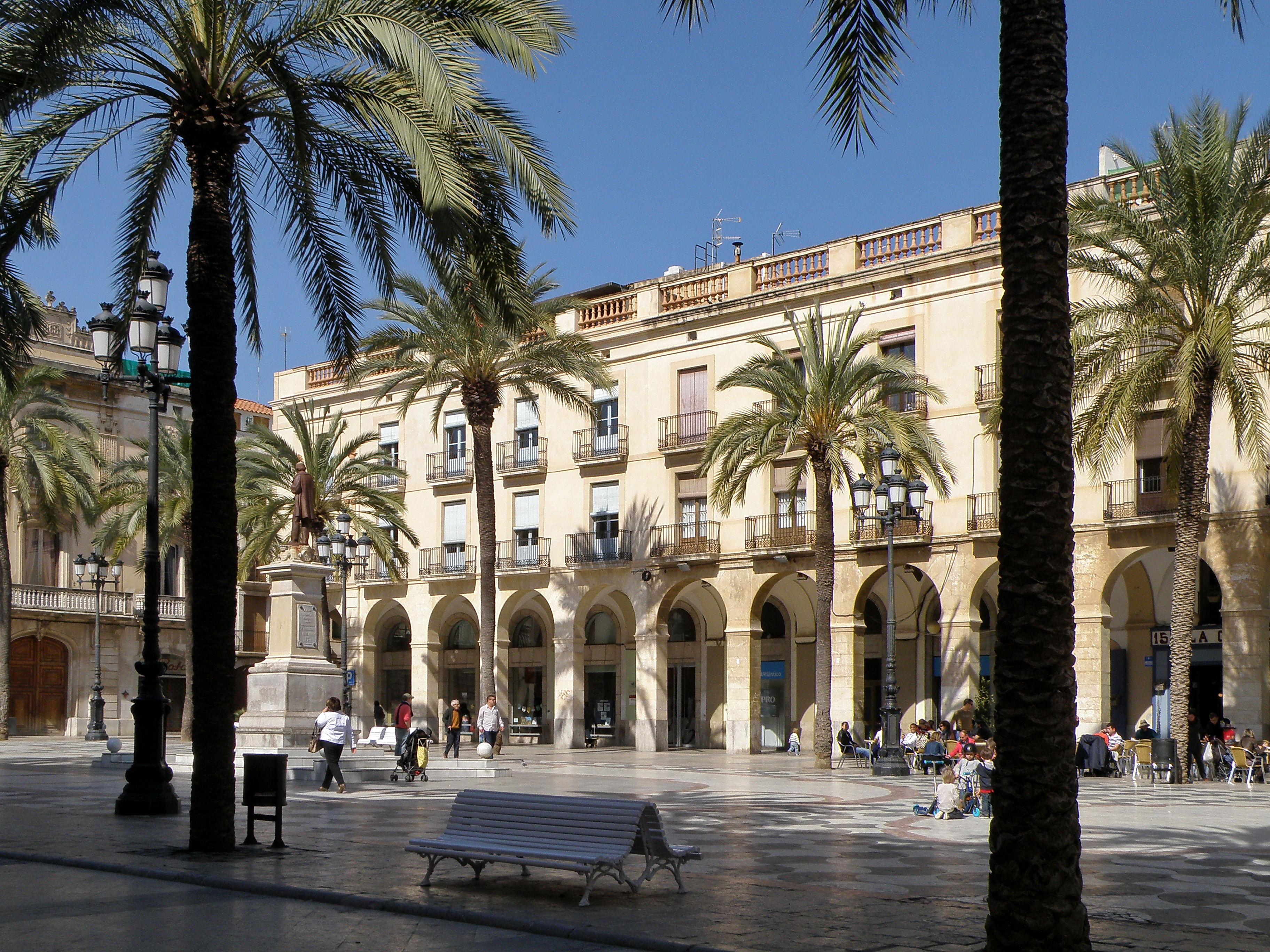
Angle nord-oest, amb el monument a Josep Tomàs Ventosa

## Història
L'actual Plaça de la Vila ocupa un espai on abans s'aixecava el Convent dels Frares Caputxins. El convent es posà a la venda el 1835, en el període de l'exclaustració. L'any 1845, el va comprar Josep Parellada. Posteriorment, l'edifici passà a propietat de Josep Tomàs Ventosa i Soler, que procedí a l'enderrocament de la construcció per tal de bastir unes escoles gratuïtes. L'any 1851, es va donar permís per a la construcció del col·legi i s'enderrocà el convent. Aquell mateix any, el senyor Ventosa va donar part dels terrenys al municipi i es va començar a configurar l'actual plaça. El 1864 es van inaugurar les escoles, el 1867 l'Ajuntament i el 1874 l'edifici contigu. L'any 1878 es va inaugurar un nou edifici a l'altra banda de la plaça, segons el projecte de Josep Salvany.
El monument a Josep Tomàs Ventosa i Soler es va col·locar l'any 1883 i dos anys més tard, l'arquitecte municipal, Bonaventura Pollés i Vivó va realitzar un plànol per urbanitzar la plaça.
Recentment, s'han substituït els parterres del monument per una estructura esglaonada.
El CRAI Biblioteca de Fons Antic de la Universitat de Barcelona conserva, arran de la desamortització dels convents del 1835, els fons provinents del Convent dels Caputxins, que actualment sumen gairebé una cinquantena. Així mateix, ha registrat i descrit alguns exemples de les marques de propietat que van identificar el convent al llarg de la seva existència.

## Símbols matemàtics

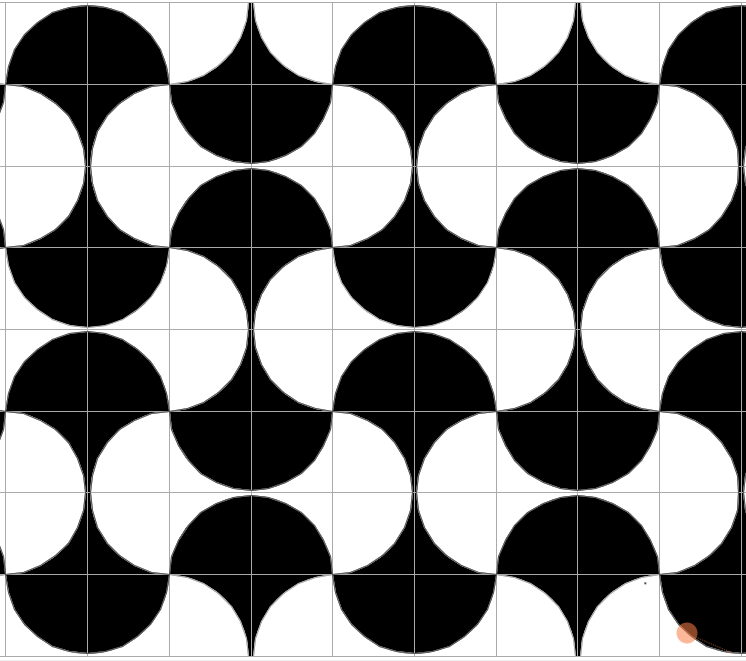
Representació de la sanefa en Geogebra.

El sòl de la Plaça de la Vila està format per un mosaic, realitzat amb la tècnica de l'empedrat portuguès. De les diverses formes que s'hi poden veure, destaca el mosaic de cel·les blanques i negres que s'intersequen i formen un conjunt característic.
Amb un desplaçament de 90 graus sobre el seu extrem, i un desplaçament de 96 centímetres cap al centre i 1,5 centímetres cap al seu lateral, es forma la sanefa resultant.

Tot i ser una obra d'artesania, prenent diverses mostres i com a mitjana podem dir, què matemàticament es pot representar la sanefa sobre els eixos cartesians per la següent funció:

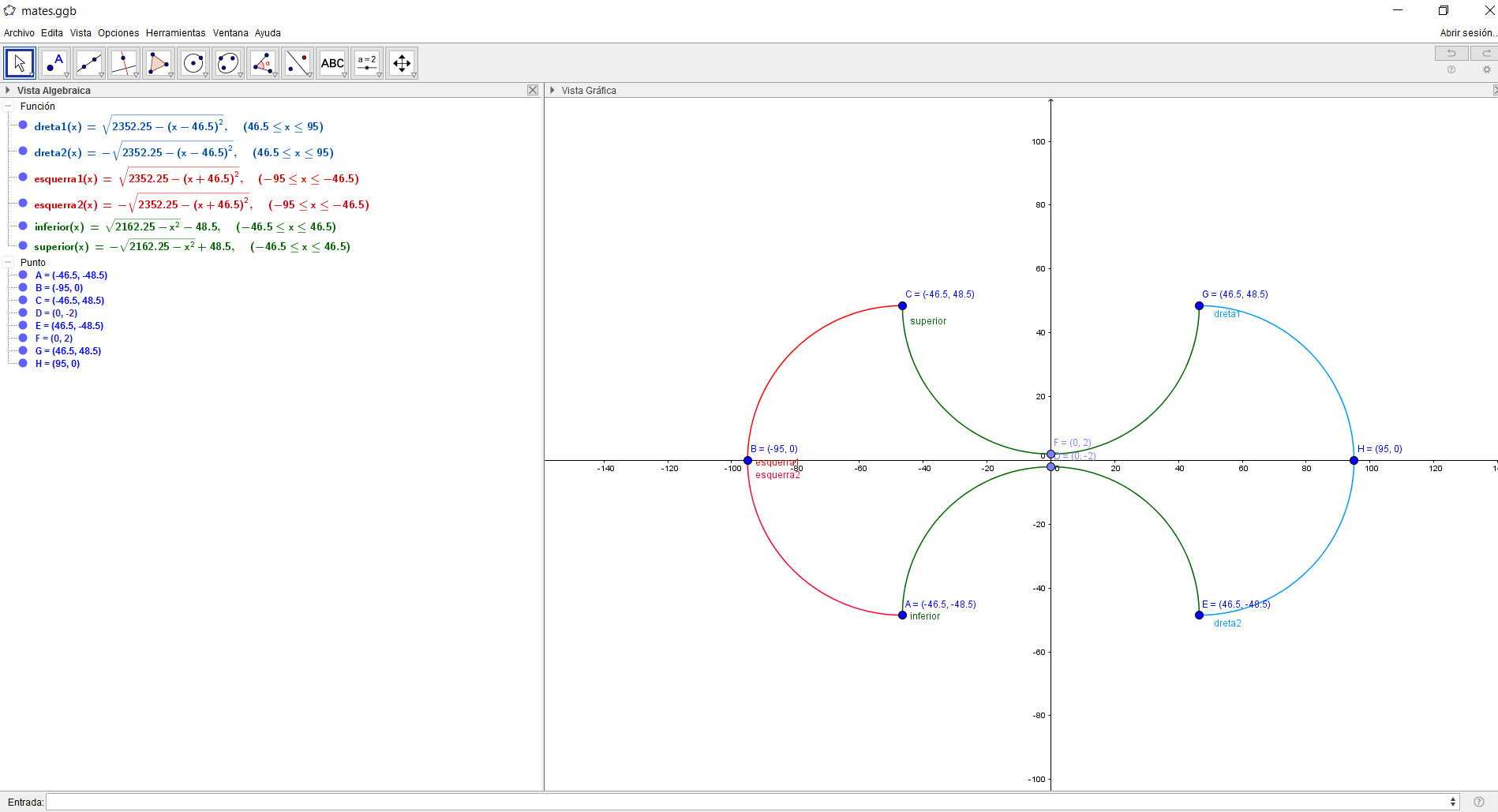
Funció representada en GeoGebra del mosaic de la Plaça de la Vila.

{\displaystyle {\begin{cases}{\bigl (}\pm {\sqrt {-x^{2}-93.9x+148.03}}{\bigr )}-95.5\leq x\leq -48.5\\{\bigl (}{\sqrt {2354.6-x^{2}}}-50.08{\bigr )}-48.5\leq x\leq 48.5\\{\bigl (}\pm {\sqrt {-x^{2}+93.9x+148.03}}{\bigr )}48.5\leq x\leq -95.5\\{\bigl (}{\sqrt {2354.6-x^{2}}}+50.08{\bigr )}-48.5\leq x\leq 48.5\end{cases}}}

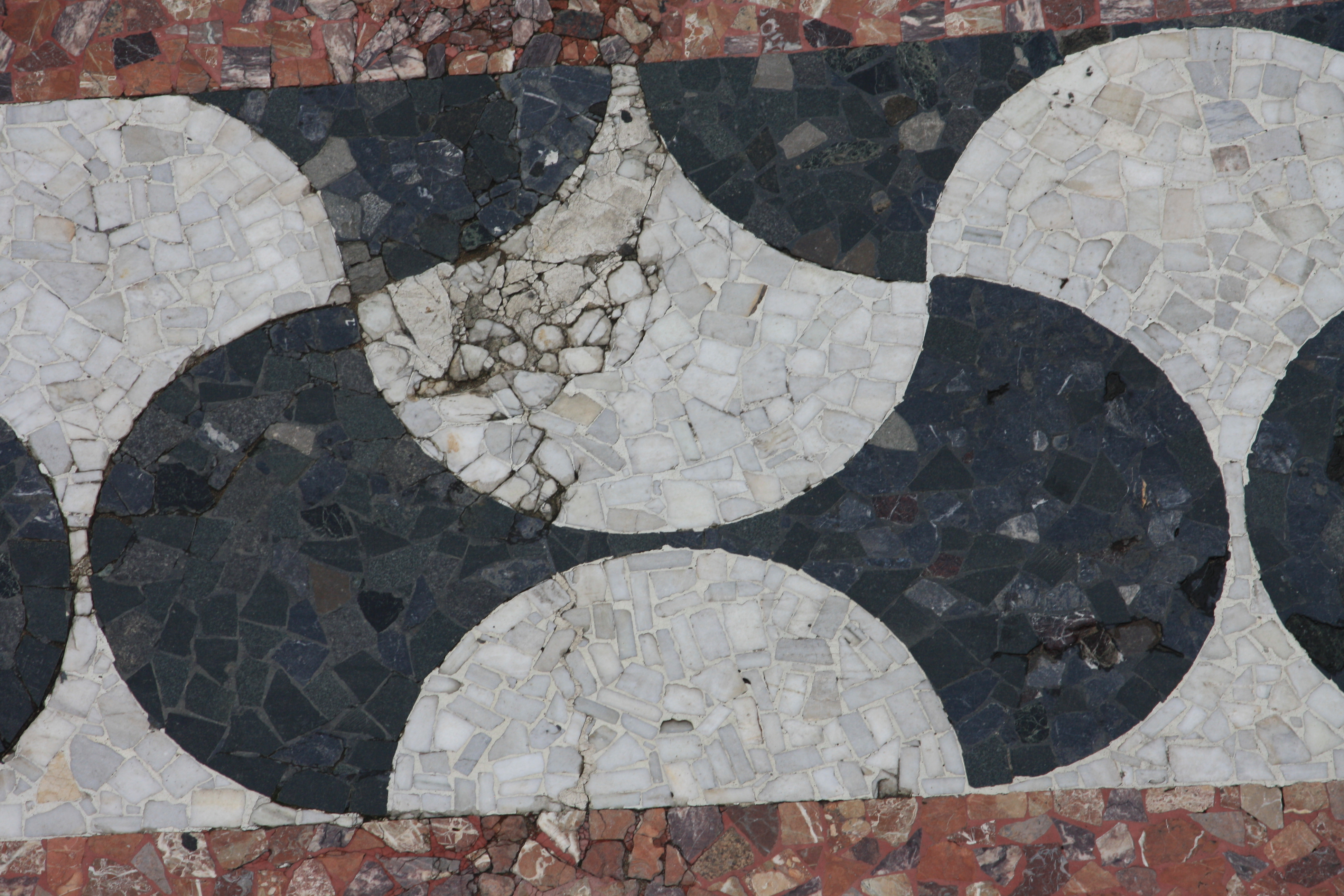
Sanefa característica del sòl de la Plaça de la Vila.

Projecte sota la supervisió del Dr. Gomez Urgelles, Joan Vicenç. Professor titular de la UPC.